# Tapinoma pomone
Tapinoma pomone är en myrart som beskrevs av Horace Donisthorpe 1947. Tapinoma pomone ingår i släktet Tapinoma och familjen myror. Inga underarter finns listade i Catalogue of Life.

## Bildgalleri

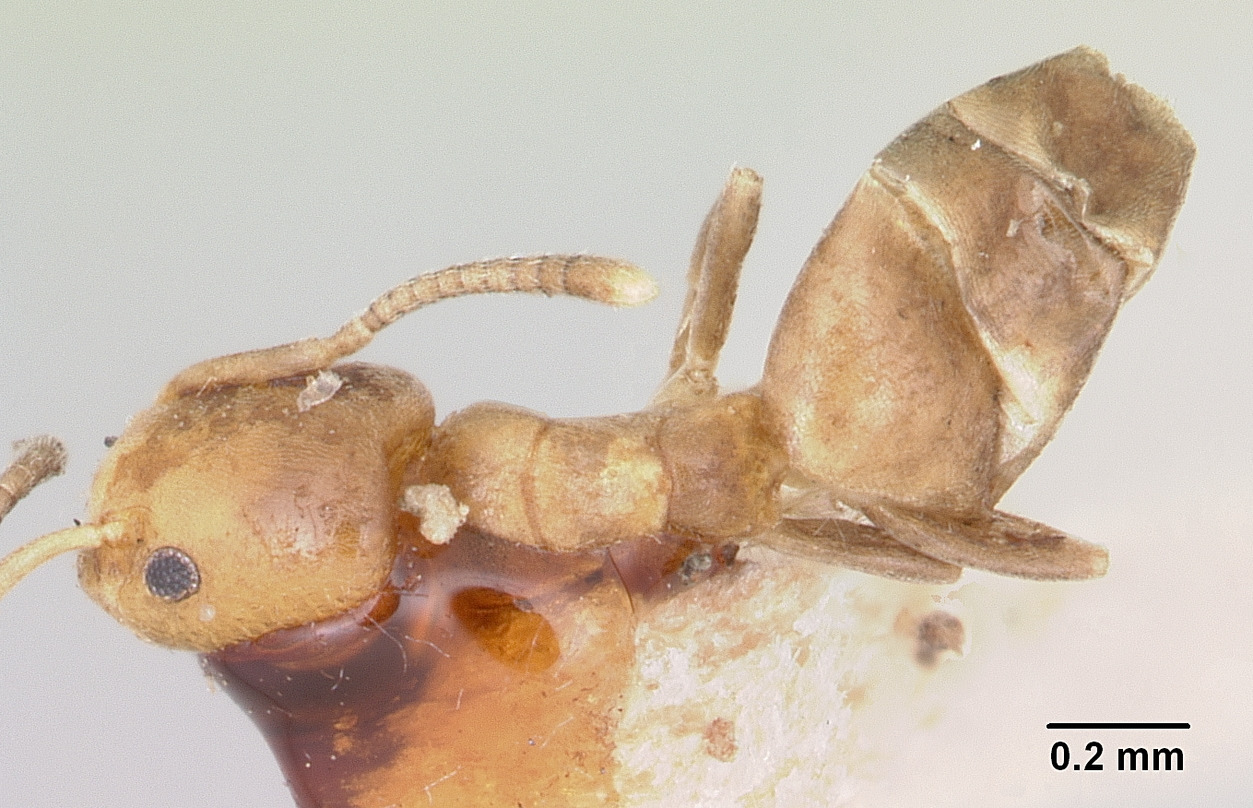
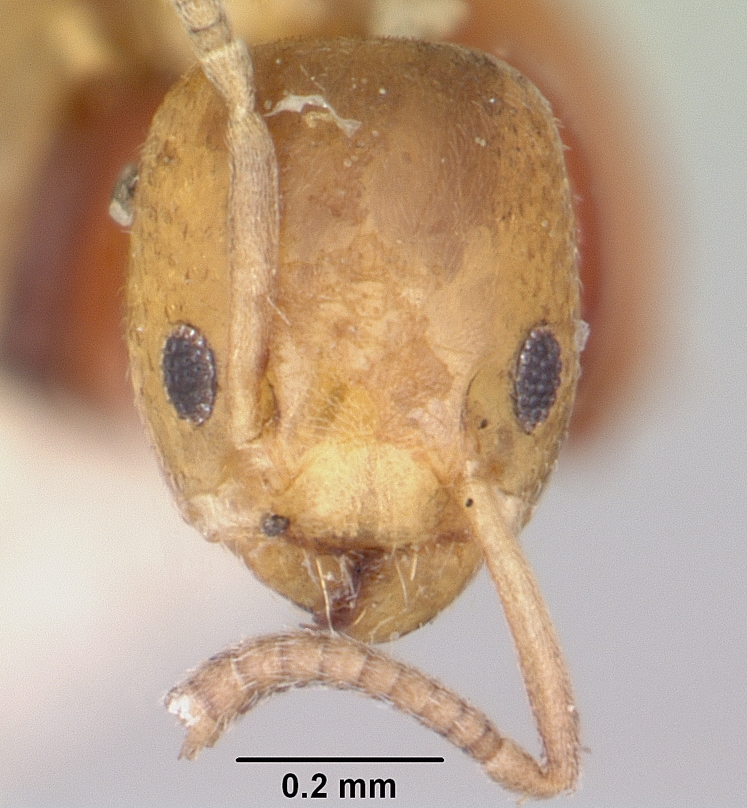
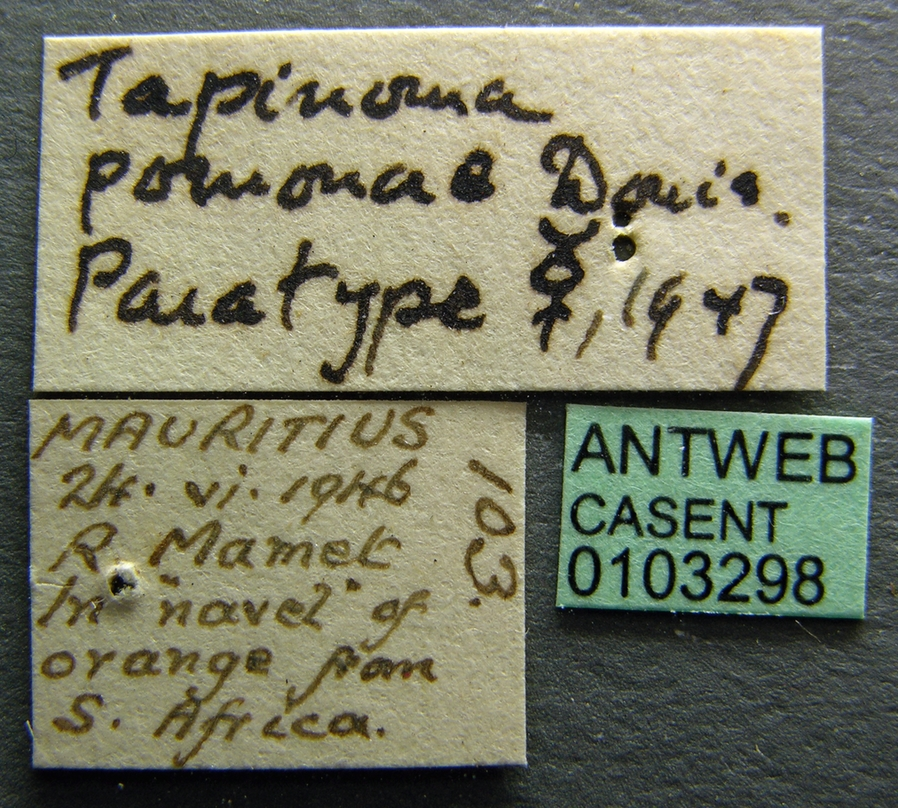
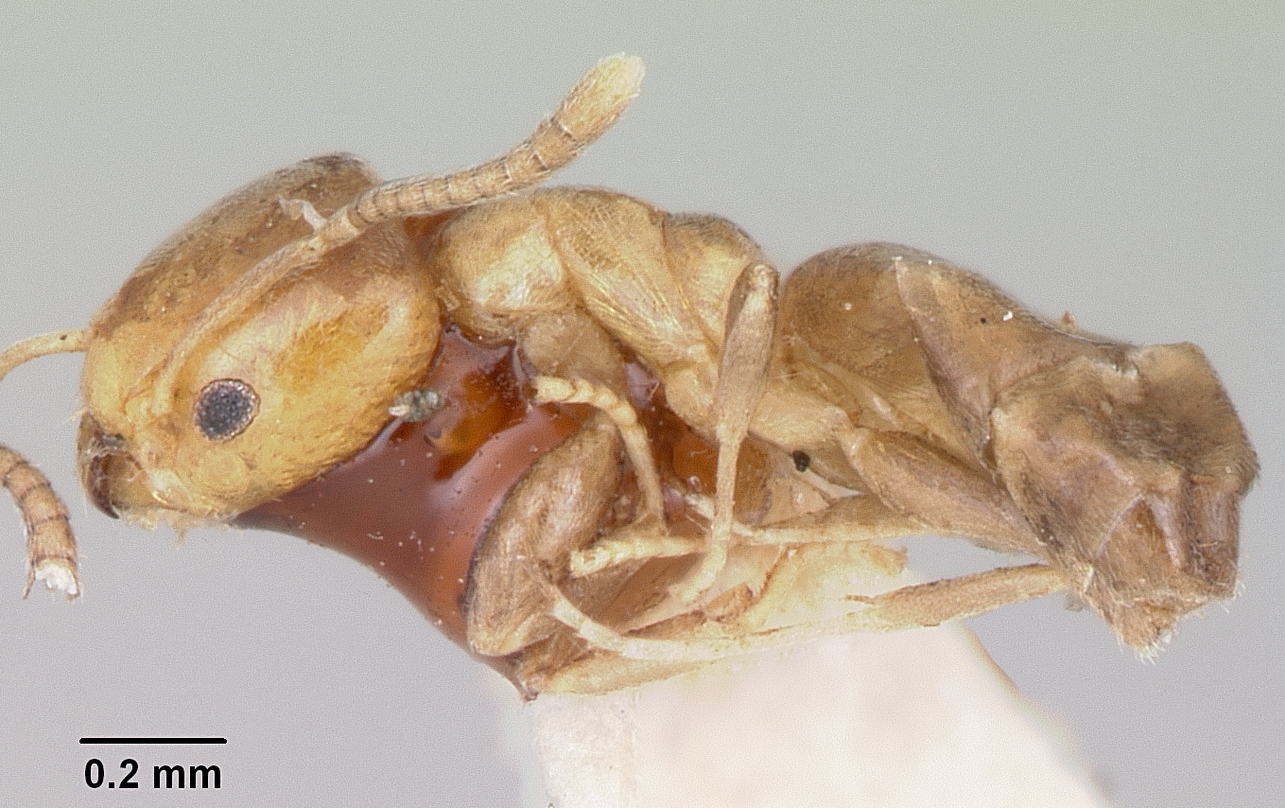
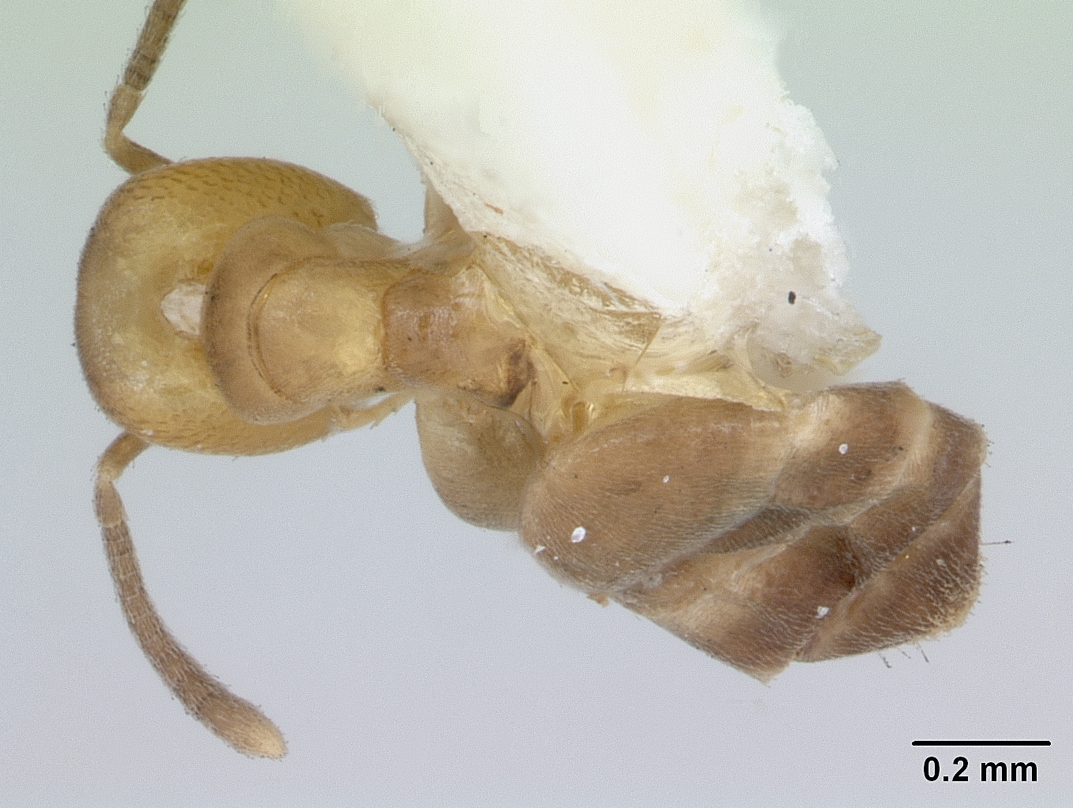
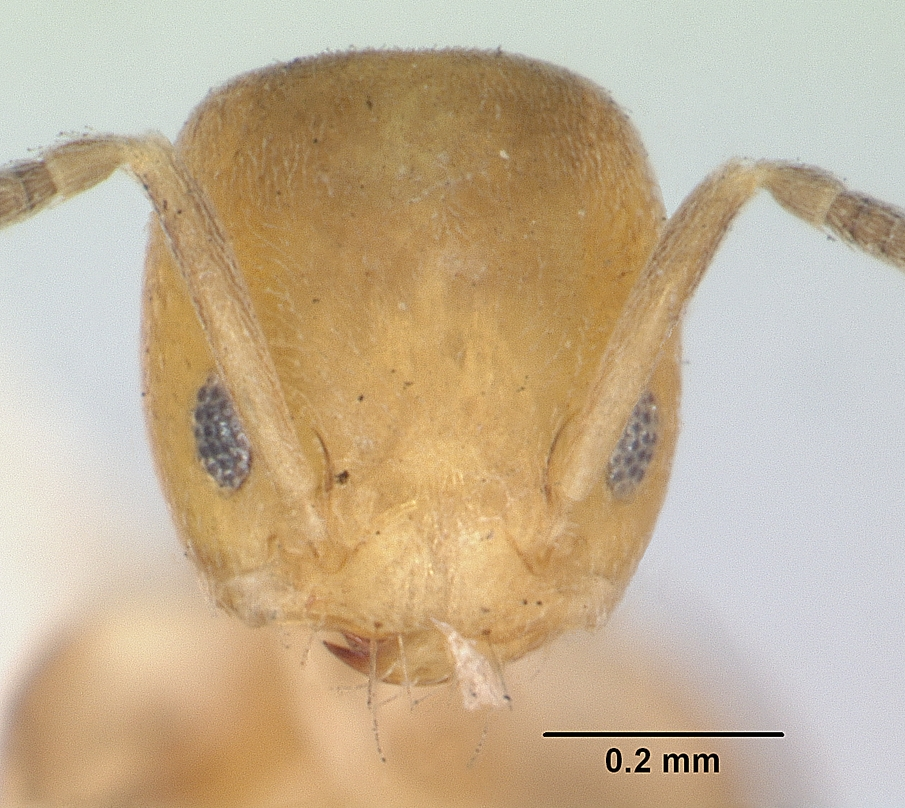